# واین‌اشتات
شهر واین‌اشتات (به آلمانی: Weinstadt) در ایالت بادن-وورتمبرگ در کشور آلمان واقع شده‌است.

## نگارخانه

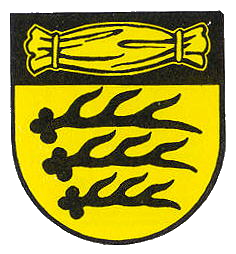
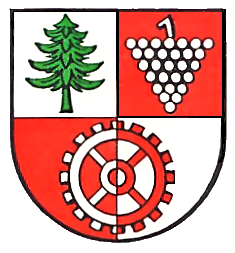
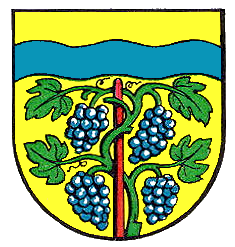
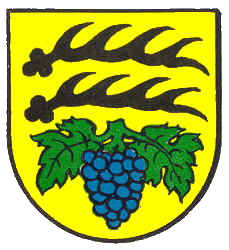
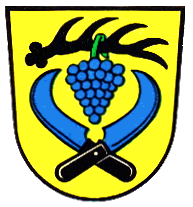